# فرودگاه زواره
فرودگاه زواره (به عربی: مطار زوارة) یک فرودگاه در لیبی است.